# Bälaryds socken
Bälaryds socken i Småland ingick i Norra Vedbo härad, ingår sedan 1971 i Aneby kommun i Jönköpings län och motsvarar från 2016 Bälaryds distrikt.
Socknens areal är 74,38 kvadratkilometer, varav land 71,74. År 2000 fanns här 734 invånare. En del av tätorten Aneby samt kyrkbyn Bälaryd med sockenkyrkan Bälaryds kyrka ligger i denna socken. 

## Administrativ historik
Bälaryds socken har medeltida ursprung.
Vid kommunreformen 1862 övergick socknens ansvar för de kyrkliga frågorna till Bälaryds församling och för de borgerliga frågorna till Bälaryds landskommun. Denna senare inkorporerades 1952 i Bredestads landskommun som 1967 uppgick  i Aneby landskommun som sedan 1971 blev Aneby kommun. Församlingen uppgick 1 januari 2006 i Aneby församling.
1 januari 2016 inrättades distriktet Bälaryd, med samma omfattning som församlingen hade 1999/2000.
Socknen har tillhört samma fögderier och domsagor som Norra Vedbo härad. De indelta soldaterna tillhörde Jönköpings regemente, Norra Vedbo kompani och Smålands husarregemente, Livskvadronen, Livkompanit.

## Geografi
Bälaryds socken ligger väster om Aneby och Anebysjön. Socknen är en höglänt skogstrakt med höjder som når 327 meter över havet som också rymmer småsjöar.

## Fornlämningar
Här finns några gravrösen från bronsåldern med stensättningar, domarringar och två järnåldersgravfält. En offerkälla finns mellan Björka och Bälaryd.

## Namnet
Namnet (1300 Balarydht) kommer från kyrkbyn. Förleden är oklar, efterleden är ryd, 'röjning'.

### Fotnoter
1. 1 2  Svensk Uppslagsbok andra upplagan 1947–1955: Bälaryd socken
2. 1 2  Harlén, Hans; Harlén Eivy (2003). Sverige från A till Ö: geografisk-historisk uppslagsbok. Stockholm: Kommentus. Libris 9337075. ISBN 91-7345-139-8
3. ↑  ”Församlingar”. Statistiska centralbyrån. https://www.scb.se/hitta-statistik/regional-statistik-och-kartor/regionala-indelningar/forsamlingar/. Läst 30 december 2022.
4. ↑  Administrativ historik för Bälaryd socken (Klicka på församlingsposten). Källa: Nationella arkivdatabasen, Riksarkivet.
5. ↑  Indelta soldater, torp och rotar i Jönköpings län Arkiverad 24 januari 2012 hämtat från the Wayback Machine. Jönköpingsbygdens Genealogiska Förening
6. 1 2  Sjögren, Otto (1931). Sverige geografisk beskrivning del 2 Östergötlands, Jönköpings, Kronobergs, Kalmar och Gotlands län. Stockholm: Wahlström & Widstrand. Libris 9939
7. 1 2 3  Nationalencyklopedin
8. ↑  Fornlämningar, Statens historiska museum: Bälaryds socken
9. ↑  Fornminnesregistret, Riksantikvarieämbetet: Bälaryds socken Fornminnen i socknen erhålls på kartan genom att skriva in sockennamn (utan "socken") i "Ange geografiskt område"
10. ↑  Mats Wahlberg, red (2003). Svenskt ortnamnslexikon. Uppsala: Institutet för språk och folkminnen. Libris 8998039. ISBN 91-7229-020-X. https://isof.diva-portal.org/smash/get/diva2:1175717/FULLTEXT02.pdf